# Irving Cummings
Irving Cummings (właśc. Irving Caminsky; ur. 9 października 1888 w Nowym Jorku, zm. 18 kwietnia 1959 w Los Angeles) – amerykański aktor, reżyser filmowy, scenarzysta i producent.

## Wybrana filmografia
scenarzysta
- 1922: The Man from Hell's River
- 1926: The Country Beyond

aktor
- 1912: Camille jako Armand Duval
- 1914: Pamela Congreve
- 1918: The Woman Who Gave jako Adrien Walcott
- 1922: The from Hell's River jako Pierre de Barre
- 1925: As Man Desires jako Major Singh

producent
- 1921: Patsy's Jim
- 1922: Ciało i krew
- 1944: The Impatient Years

reżyser
- 1921: Patsy's Jim
- 1923: Złamane serca Broadwayu
- 1926: The Country Beyond
- 1932: Man Against Woman
- 1938: Mała Miss Broadwayu
- 1945: Siostry Dolly
- 1951: Double Dynamite

## Wyróżnienia
Został nominowany do Oscara, a także posiada gwiazdę na Hollywoodzkiej Alei Gwiazd.